# Pimpla himalayensis
Pimpla himalayensis là một loài tò vò trong họ Ichneumonidae.Waray hini subspecies nga nakalista